# Crithagra tristriata
Crithagra tristriata е вид птица от семейство Чинкови (Fringillidae).

## Разпространение
Видът е разпространен в Еритрея, Етиопия и Сомалия.